# Schlosspark Nymphenburg
Schlosspark Nymphenburg – park w Monachium przylegający do pałacu Nymphenburg, obejmujący obszar 180 ha.

## Historia
W roku 1663 Ferdynand Maria Wittelsbach, z okazji narodzin swojego długo oczekiwanego syna i następcy tronu, Maksymiliana Emanuela, podarował swojej żonie, Henrietcie Adelajdzie, Schwaige Kemnat. Nazwą tą określano obszar położony podówczas na zachód od Monachium.
Henrietta Adelajda postanowiła wznieść tam pałac letni; Nymphenburg - „zamek nimf”. Po roku 1771 jej syn, Maksymilian, zdecydował o powiększeniu pałacu oraz przebudowie okalającego go ogrodu. Ponadto postanowił przekopać kanał z rzeki Würm doprowadzając z niej wodę do parku. Zainicjowane prace przerwano w 1704, gdy Maksymilian musiał opuścić Bawarię ze względu na swę klęskę w wojnie o sukcesję hiszpańską.
Do przekształcenia pałacu i ogrodu na założenie barokowe powrócono dopiero w latach 1715–1726. Zadania tego podjął się Dominique Girard z pomocą Josepha Effnera. W efekcie ich prac po zachodniej stronie pałacu powstał osiowo-symetryczny ogród z wystawnym parterem i żywopłotem po obu stronach. Do tak zaprojektowanego ogrodu krajobrazowego dołączono rozległy park leśny z centralnie przebiegającym kanałem wodnym oraz z licznymi alejkami i osiami widokowymi. Z biegiem czasu znalazły się w nim też symetrycznie usytuowane pawilony: Badenburg, Pagodenburg, Madgalenenklause czy Amalienburg.
W roku 1800 Maksymilian IV Józef zlecił przekształcenie ogrodu Nymphenburg w park krajobrazowy. Przekształceniem tym zajął się w latach 1804–1823 architekt krajobrazu, Friedrich Ludwig Sckell. Zmienił on dotychczas istniejący, regularny system osi i alejek, kanałów, stawów i klombów, na założenie wyglądające naturalnie. Zachował przy tym poszczególne elementy parku: drzewa i krzewy, łąki, jeziora, wysepki i dróżki w ich dotychczasowej, przyrodniczej formie. Stworzył on w efekcie zróżnicowane, klasyczne założenie krajobrazowe, wypełnione zarówno barokowymi pawilonami (dotychczas istniejącymi), jak i budowlami późniejszymi, takimi jak klasycyzujący monopteros, zbudowany w 1865 nad Wielkim Stawem. To właśnie ten, Sckellowski Schlosspark Nymphenburg, niemal niezmieniony, ostał się do dziś.

## Obecnie
Park pałacowy Nymphenburg stanowi przykład ogrodu barokowego, który został przekształcony w park krajobrazowy. Z uwagi na przekszałcenie to, oraz w celu zapewnienia parkowi odpowiedniego poziomu prac konserwacyjnych, znalazł się on pod opieką Bayerisches Landesamt für Denkmalpflege (Bawarskiego Urzędu Krajowego ds. Ochrony Zabytków).
Część parku w obrębie murów zajmuje powierzchnię około 180 ha. Natomiast cały kompleks Nymphenburg; wraz z półkolistym terenem przed pałacem, kanałem od strony miasta oraz terenami zielonymi na zachód od muru parkowego, opiewa na około 229 ha. Z czego:
- drzewa – 158 ha
- łąki i trawniki – 32 ha
- wody – 20 ha
- ścieżki i skwery – 19 ha

Do tego dochodzi 4,5 ha żywopłotów o różnych wysokościach, roślin w donicach, rabat z bylinami przed szklarniami oraz w parterze ogrodowym i w cour d’honneur.
Park pałacowy Nymphenburg otrzymał status obszaru chronionego i w oparciu o dyrektywę siedliskową został rozporządzeniem z 19 sierpnia 2005 zgłoszony do unijnego programu Natura 2000.

## Budynki na terenie parku

### Amalienburg

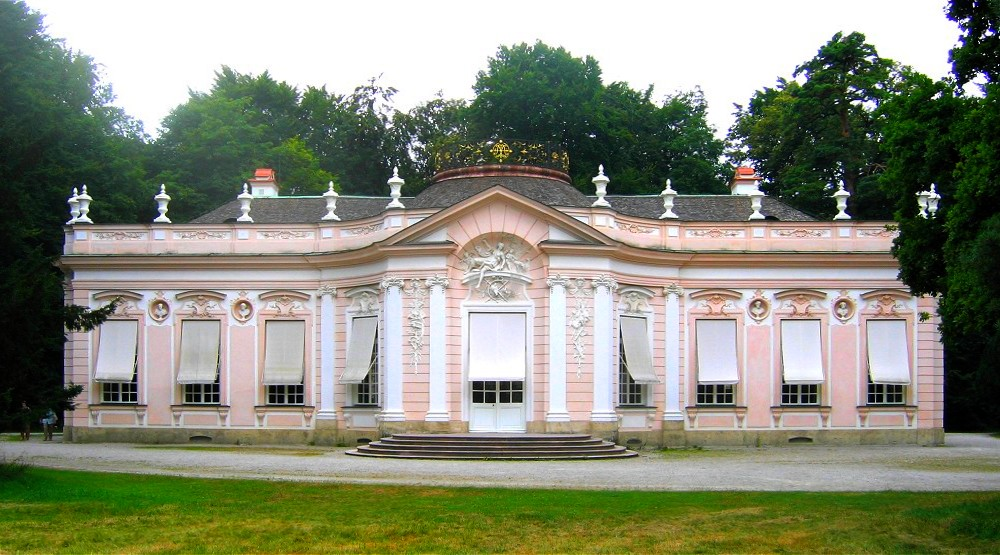
Fasada pałacu

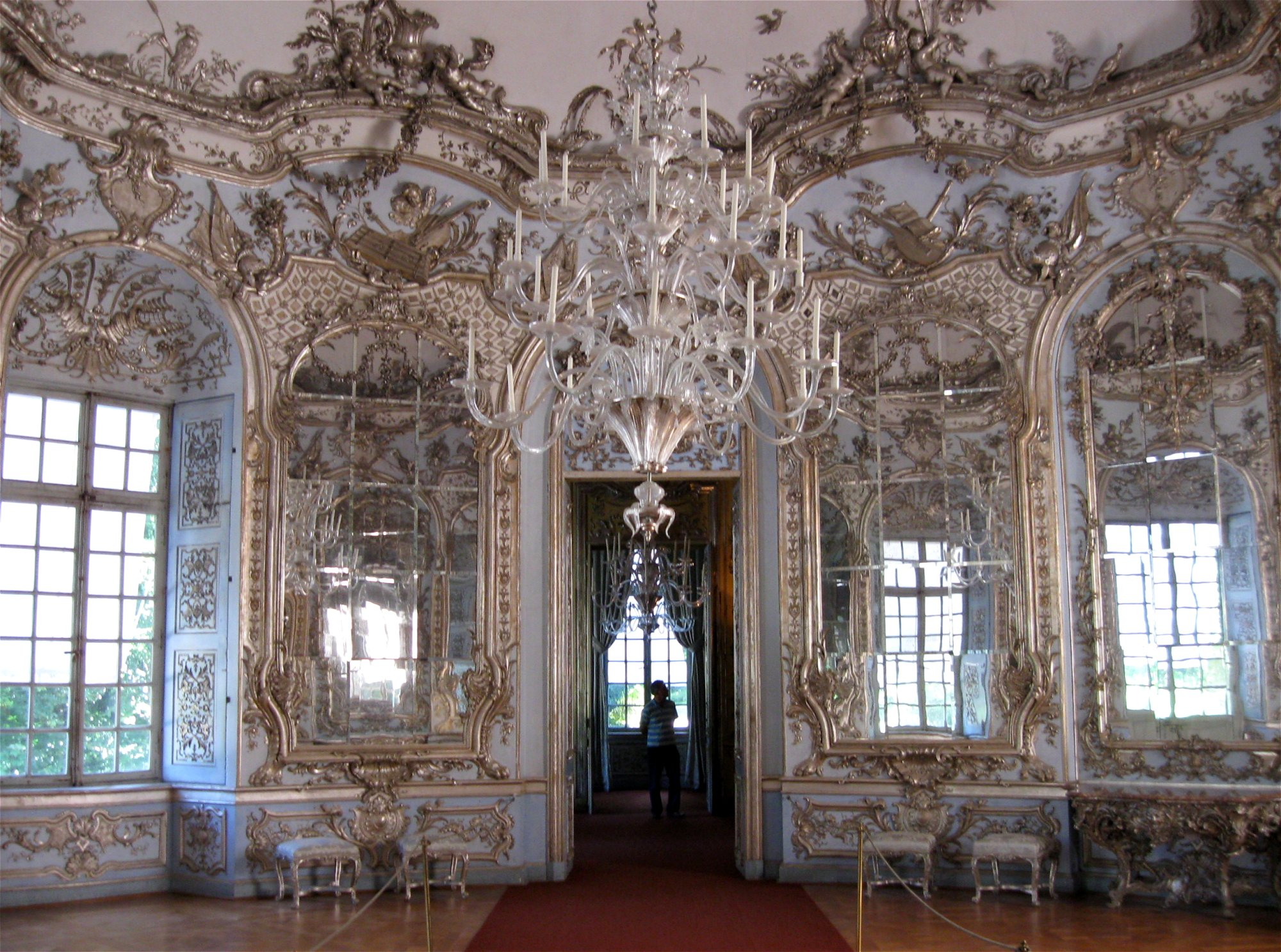
Sala Lustrzana

W 1734 Karol Albrecht zlecił rozpoczęcie budowy Amalienburga, pałacyku pomyślanego jako domek myśliwski dla jego małżonki Marii Amalii, córki cesarza Józefa I. Usytuowany naprzeciwko Magdalenenklause, budynek został ukończony w 1739.
Amalienburg, zaprojektowany jako mały, samodzielny kompleks pałacowy, stanowi jedną z najwspanialszych kreacji europejskiego rokoka, zarówno jeśli chodzi o rozplanowanie, jak i wygląd zewnętrzny oraz sekwencję pokoi. Projekt budowli oraz wystroju wnętrz wykonał François de Cuvilliés; on też nadzorował pracę rzemieślników. Stiuki w dużej mierze wykonał Johann Baptist Zimmermann, rzeźby Johann Joachim Dietrich, a malowidła Joseph Pasqualin Moretti. Budynek z zewnątrz ma prosty, choć dostojny wygląd. Jego część środkowa jest lekko podkreślona przez płaską kopułę z platformą. Choć pomieszczenia wewnątrz uderzają jednością, są jednocześnie zróżnicowane w zależności od wskazań sztuki dworu francuskiego i w każdym przypadku zostały zaprojektowane indywidualnie i z dużym wyrafinowaniem.
Centrum pałacu stanowi Wielki Salon, czyli Sala Lustrzana. Od południa sąsiadują z nią Niebieski Gabinet oraz sypialnia, czyli Żółty Pokój, natomiast od północy Salon Myśliwski i Pokój Bażanci. W krótkich skrzydłach mieszczą się: szatnia, psiarnia, pomieszczenie do przechowywania broni i kuchnia. Bogactwo wystroju znajduje swą kulminację w Sali Lustrzanej, okrągłym pokoju z płaską kopułą. Dominujące w nim kolory to srebro wpadające w biel oraz delikatny niebieski. Naprzemienna sekwencja okien, luster i drzwi oraz współgranie światła rzeczywistego i odbitego dają złudzenie otwartości pomieszczenia.
Podobnie jak Sala Lustrzana, również sypialnia jest bogato zdobiona. Srebrna snycerka ścienna na cytrynowym tle połączona jest z delikatną niebieską sztukaterią, która rozciąga się na biały sufit. Panele ścienne, wykonane przez Johanna Joachima Dietricha stanowią jeden z najwspanialszych przykładów rzeźby dworskiej tamtego okresu. Nisza z łożem jest flankowana przez dwa portrety: elektora Karola Albrechta (po lewej) i Marii Amalii (po prawej). Oboje małżonkowie są w strojach myśliwskich.
Pokój myśliwski, pendant do sypialni, został urządzony jako niewielki salonik z obrazami, w którym obrazy, zgodnie z rokokową modą, zostały włączone do dekoracji ścian i zawieszone w dwóch rzędach, jeden nad drugim. Uwagę przyciągają sceny polowań i uroczystości dworskich pędzla Petera Jakoba Horemansa.
Pokój Bażanci, zwany inaczej Gabinetem Indyjskim ewokuje egzotyczną atmosferę. Jego ściany zdobią płótna pomalowane i nawoskowane na wzór chińskiej tapety. Motyw bażanta stanowi nawiązanie do Ogrodu Bażanciego, założonego w 1734 w pobliżu Amalienburga. Psiarnia i pomieszczenie z bronią udekorowane są obrazami o tematyce myśliwskiej i myśliwskimi trofeami w stylu indiańskim.
Posmak egzotyki nosi także kuchnia; jej niebiesko-biały sufit przedstawia sceny o motywach chińskich, ściany natomiast ozdobione są kolorowymi, holenderskimi płytkami.

### Badenburg

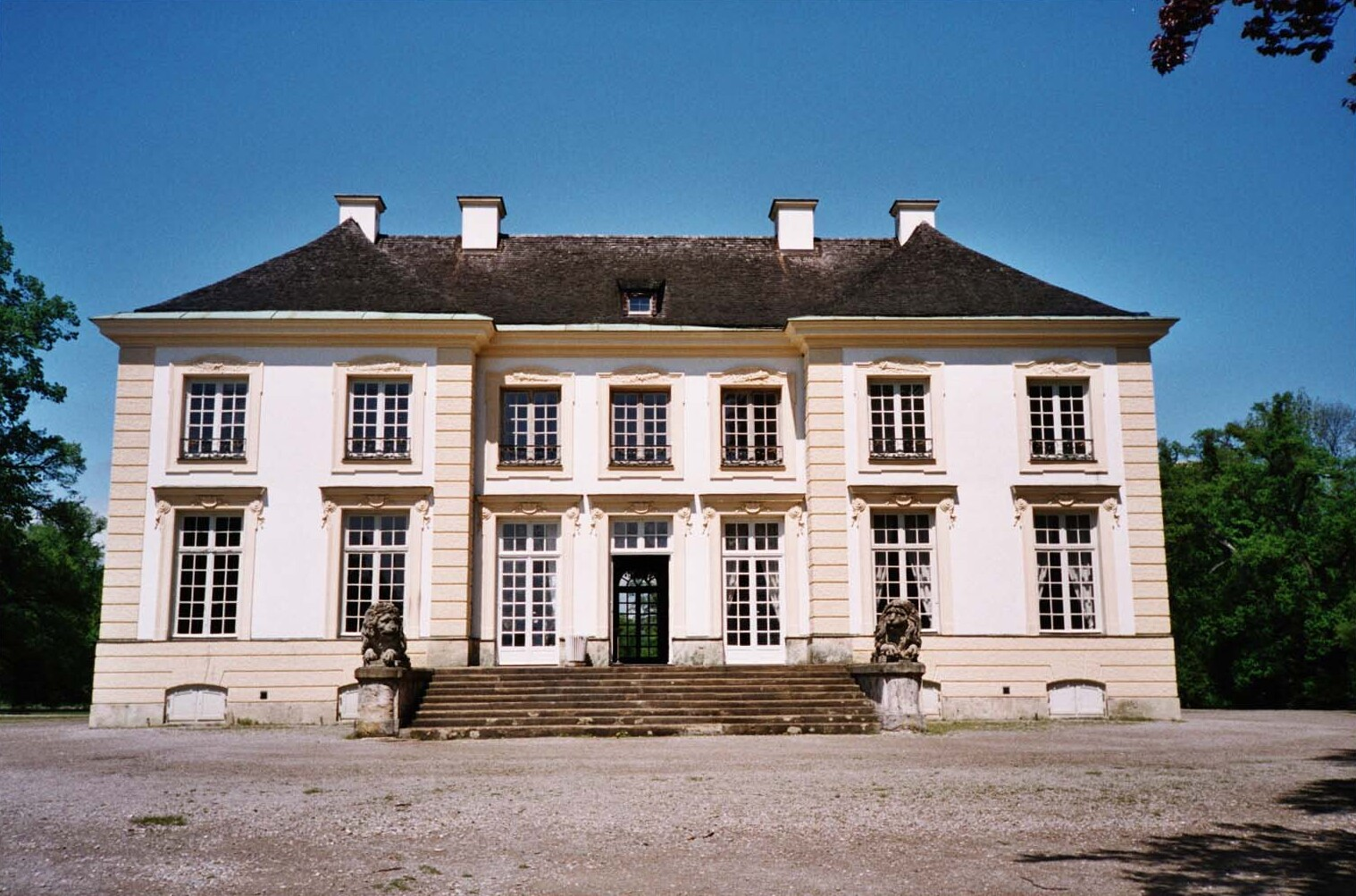
Badenburg z zewnątrz

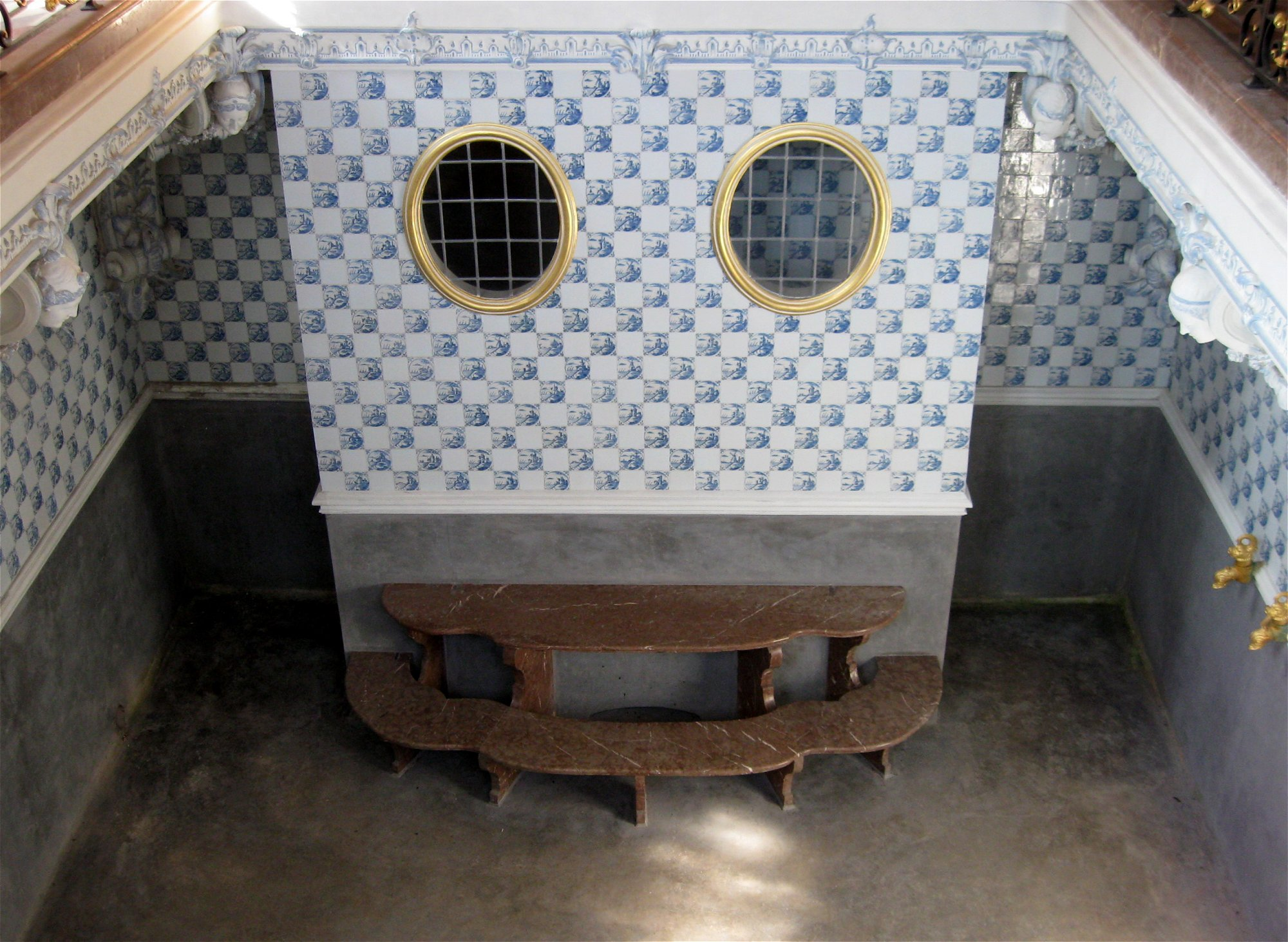
Fragment basenu

Badenburg (Łazienka) został zbudowany w latach 1719–1721 według planów Josepha Effnera dla elektora Maksymiliana Emanuela. Znajduje się w południowej części parku, na zachód od Amalienburga, nad stawem zwanym Wielkim (Großer See). Pałacyk w I poł. XIX w. przerabiał Leo von Klenze nie naruszając jego stylu, ani układu. Głównym elementem Badenburga jest prostokątny basen kąpielowy, ozdobiony sztukateriami, tapiseriami i malowidłami. Wejście z parku prowadzi do owalnej, piętrowej Sali zwanej Bankietową (Festsaal). Sala odznacza się bogatym wystrojem, na który składają się stiukowe muszle i owoce (na ścianach i wokół okien) i ciężki, barokowy gzyms. Dekoracje te wykonał Charles Claude Dubut. Na suficie sali znajduje się fresk pędzla Jacopa Amigoniego przedstawiający Apolla na rydwanie. Fresk ten uległ zniszczeniu w 1944, w okresie późniejszym został odtworzony. Sala umieszczona jest w ryzalicie, a dopiero za nią znajduje się właściwe, trzytraktowe wnętrze na planie prostokąta. Trakt środkowy zajmuje duży przedpokój, zwany Pokojem Gry (Spielezimmer). Z jego lewej strony znajdują się cztery apartamenty elektora: (przedpokój, sypialnia, gabinet i garderoba). Ściany apartamentów pokryte są tapetami z modnymi w XVIII w. motywami chińskimi (kwiaty, ptaki, motyle), oraz panelami ściennymi i ozdobami z luster. Stropy zdobią stiuki Zimmermanna oraz malowidła ze scenami przedstawiającymi małpy.
W trakcie wschodnim znajduje się basen kąpielowy. Jego dwupoziomowe wnętrze obejmuje całą wysokość piętrowego budynku sięgając do piwnic, w których oprócz niego mieści się kotłownia i kuchnia oraz i dodatkowe pokoje kąpielowe. Basen wyłożony jest holenderskimi kafelkami z Delftu. Na wysokości piętra biegnie wokół galeria z kutą kratą, a z sufitu zwisa kryształowy żyrandol. Choć Badenburg leży nad zbiornikiem wodnym, basen napełniany był wodą z osobnego ujęcia. Był on pierwszym basenem z podgrzewaną wodą.
Pawilon kąpielowy Badenburg nawiązuje do długiej tradycji, sięgającej bogatych łaźni cesarzy rzymskich, zawiera jednocześnie elementy kultury islamu jeśli chodzi o zażywanie kąpieli. Choć wyrasta z barokowego dziedzictwa, stanowi nowe dzieło, które było zarówno podziwiane, jak i naśladowane (Bonn, Kassel, Schwetzingen).

### Świątynia Apollina
Po przeciwnej niż Badenburg stronie Wielkiego Stawu stoi niewielki monopteros – świątynia Apollina. Budynek wzniesiono w 1865 według projektu Leo von Klenzego. Wewnątrz znajduje się kamień z datami założenia i przebudowy parku. W pobliżu przebiega południowa oś widokowa, na końcu której widać pałac Nymphenburg.

### Pagodenburg

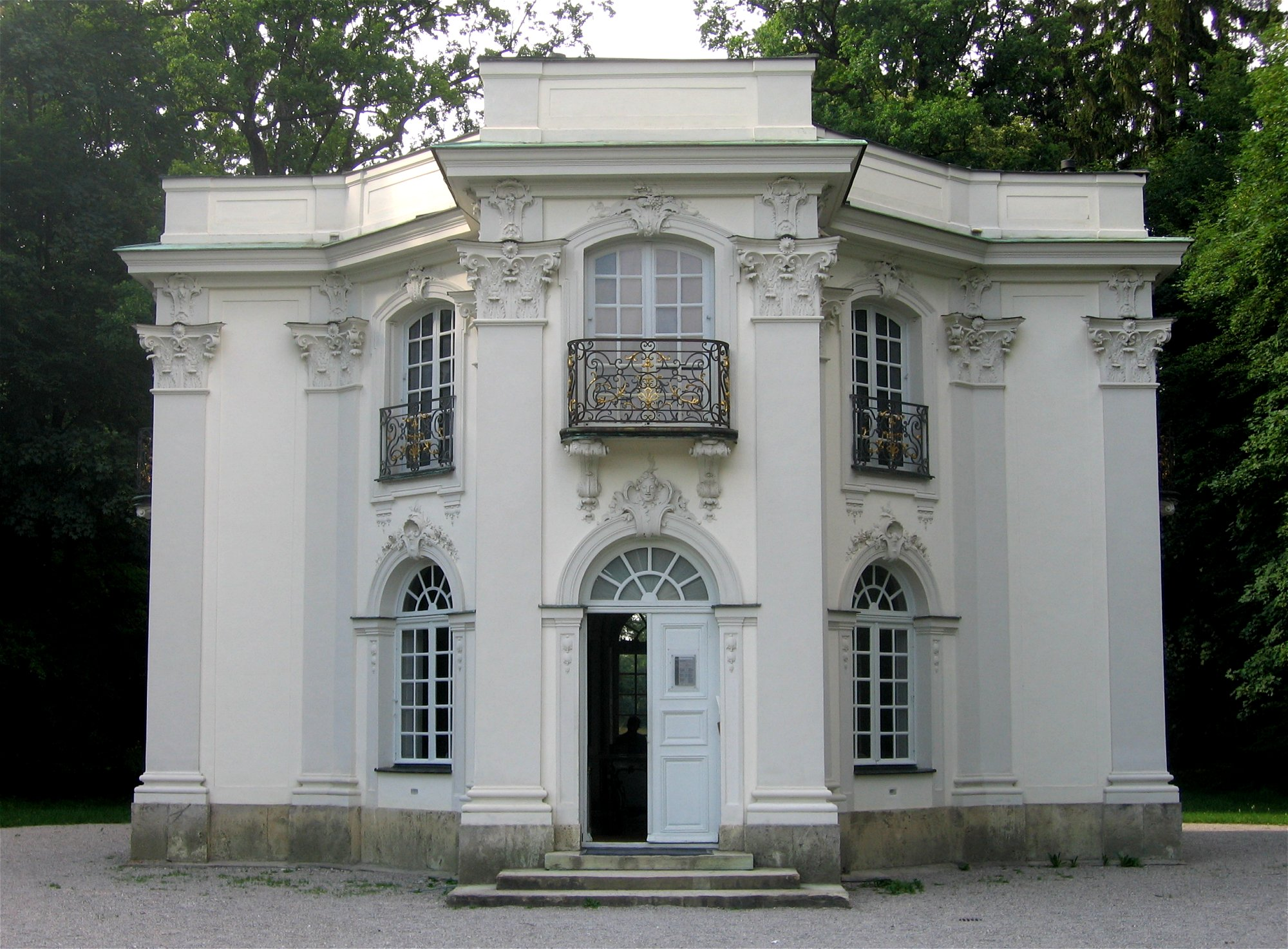
Pagodenburg

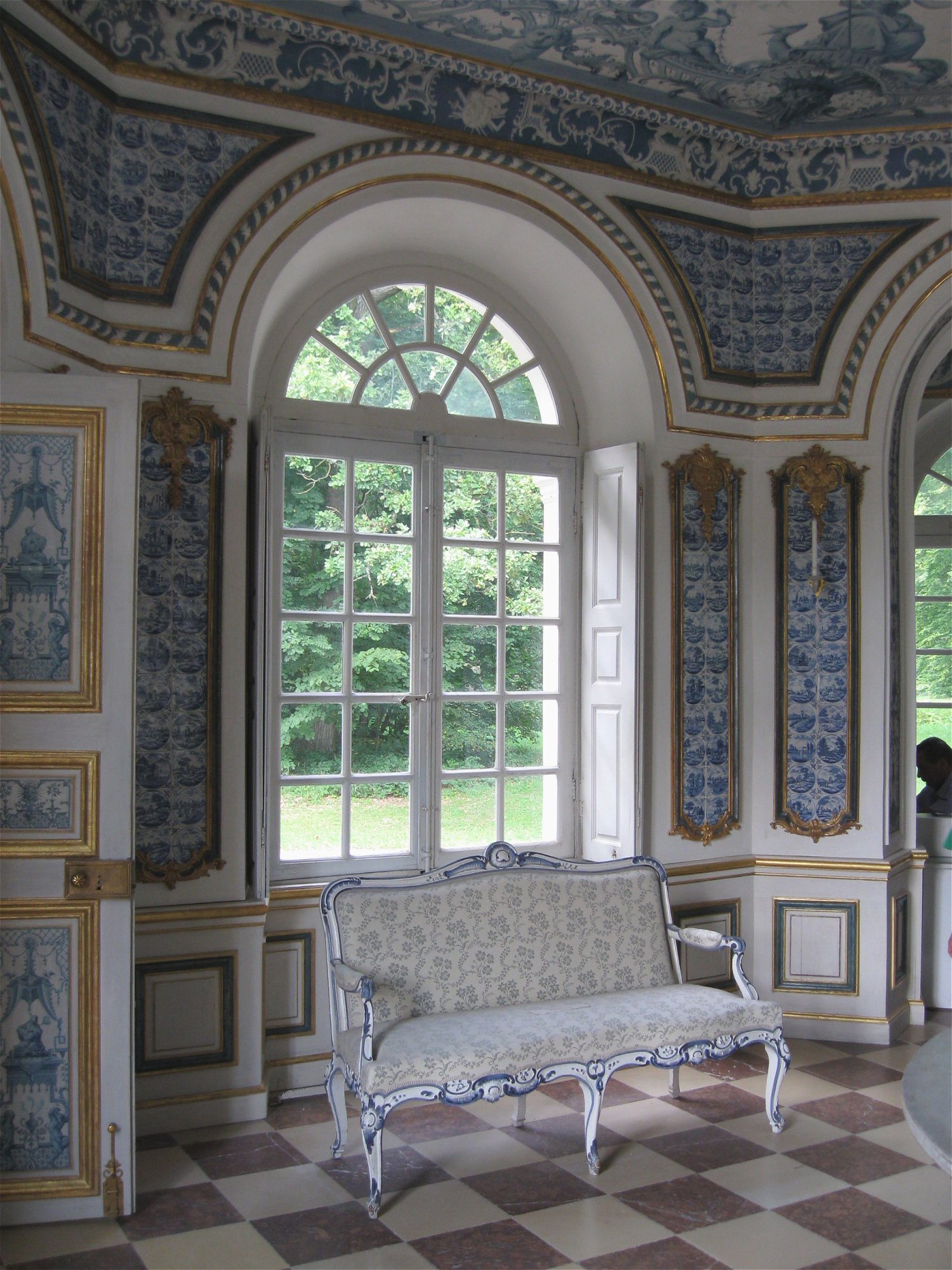
Sala na parterze (fragment)

Pagodenburg znajduje się po północnej stronie kanału, nad Małym Stawem (Pagodenburger See). Jest to pawilon w stylu chińskim, zbudowany w latach 1717–1719 przez Josepha Effnera na zlecenie elektora Maksymiliana Emanuela. Przeznaczony był dla zmęczonych spacerowiczów jako miejsce picia popołudniowej herbaty oraz jako miejsce odpoczynku po grze w kręgle; podkowiasty tor do gry w nich zachował się na północ od pałacyku.
Elewacje zewnętrzne budynku są rozczłonkowane pilastrami o wydatnych kompozytowych kapitelach. Duże okna, ujęte w obramienia, są zamknięte półkoliście (na parterze) lub łukiem odcinkowym (na piętrze). Okna na piętrze zostały dodatkowo udekorowane balkonowymi kratami. Budynek jest dwukondygnacyjny, zbudowany na planie kwadratu, do którego ściętych narożników dobudowano kwadratowe pawiloniki, co wewnątrz dało ośmioboczną część centralną.
Na parterze znajduje się niewielka sala i dwa gabinety, natomiast na piętrze trzy gabinety: Pokój Wypoczynkowy (Ruhezimmer) o dekoracji nawiązującej do stylu regencji, ale zawierającej również elementy egzotyczne, Salon Chiński (Chinesische Salon) o ścianach pokrytych chińskimi tapetami i malowidłami z czarnej laki oraz Gabinet Chiński (Chinesische Kabinett) z malowidłami z czerwonej laki. Na parterze dominują kolory niebieski i biały, które wraz z egzotycznymi, częściowo ornamentalnymi, częściowo figuralnymi malowidłami na suficie i płytkami holenderskimi na ścianach nawiązują do Chin i produkowanej tam porcelany.
Pagodenburg jest pierwszorzędnym przykładem XVIII-wiecznej chinoiserie, bardzo popularnej w ówczesnej Europie. Do jego wnętrza Józef Effner zaprojektował także meble. Choć generalnie nawiązywał on do stylu regencji, to w indywidualnych przypadkach starał się rozwijać nowe pomysły wprowadzając do dekoracji elementy egzotyczne, jak głowy smoków na świecznikach. Przykładami niepowtarzalnego kunsztu meblarskiego w Pagodenburg są: stolik do gier (Paryż, ok. 1720/25) i dwie małe, lakierowane japońskie szafki dekorowane laką, przerobione na komody (Paryż, ok. 1715/20).

### Magdalenenklause

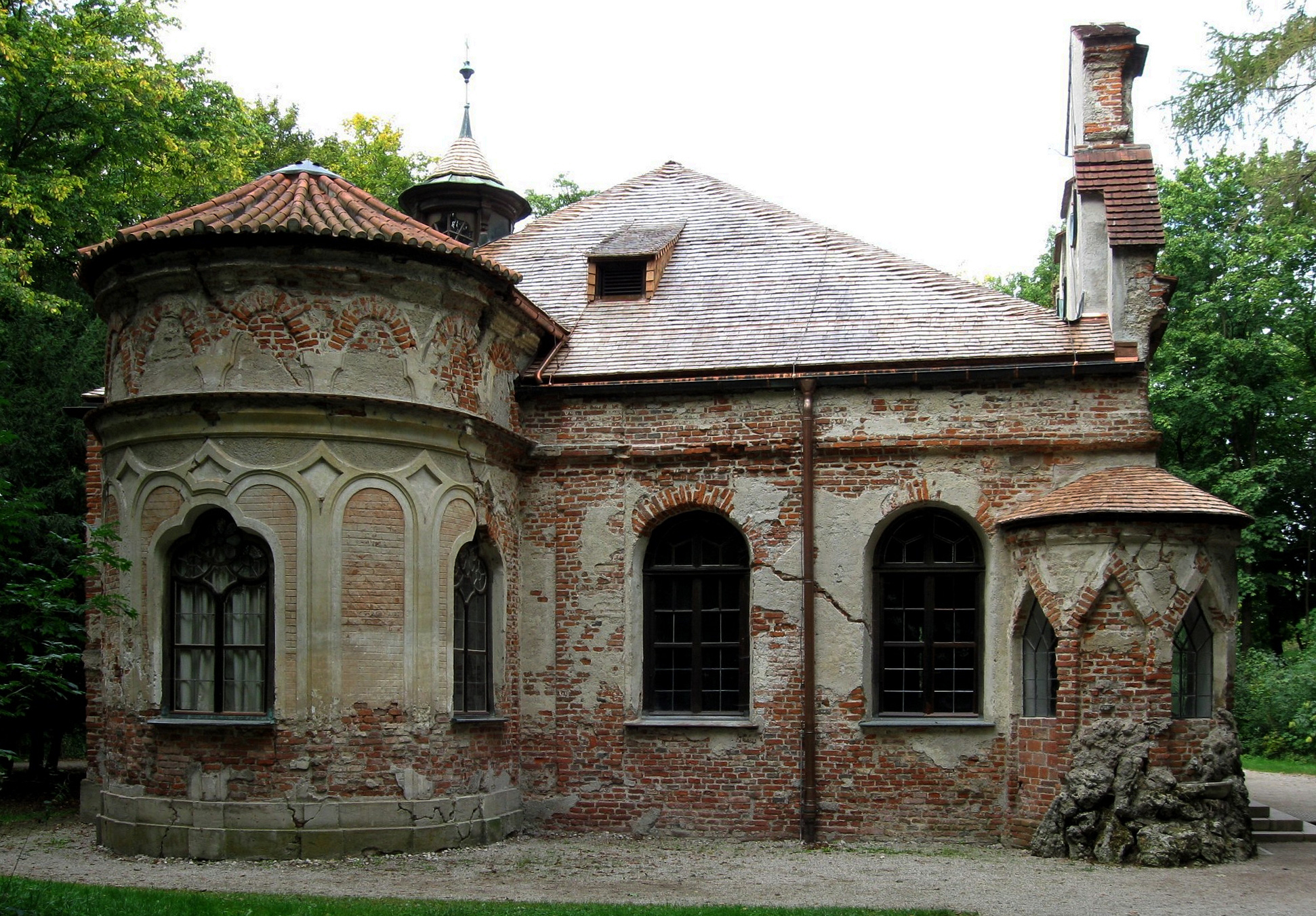
Pustelnia św. Marii Magdaleny

Trzeci pawilon pałacowy na terenie parku to Magdalenenklause (Pustelnia św. Marii Magdaleny). Położona jest ona na północ od ogrodu francuskiego – Wielkiego Parteru (Grand Parterre). Została zbudowana przez Josepha Effnera w latach 1725–1728. Zleceniodawca, elektor Maksymilian Emanuel, zmarł jednak dwa lata przed ukończeniem budowy. Pustelnia, ukończona za panowania jego syna, elektora Karola Albrechta, była pomyślana jako miejsce odprawiania pokuty przez Maksymiliana Emanuela. Jest to czworoboczny, parterowy budynek skomponowany na kształt ruiny, częściowo otynkowany. Pęknięcia w murze i kruszący się tynk służyć miały jako przypomnienie o kruchości wszystkich rzeczy ziemskich. Na wschodnich narożnikach pustelni umieszczono okrągłe wieżyczki. Południową połowę wnętrza zajmuje kaplica pod wezwaniem św. Marii Magdaleny, mająca formę groty z tufu o ścianach wyłożonych muszlami. Wnętrze jest utrzymane w szarej tonacji, a ożywia je jedynie kolorowy fresk pędzla Nikolausa Gottfrieda Stubera, przedstawiający św. Marię Magdalenę jako pokutnicę. Ozdobą kaplicy jest krucyfiks i dwa świeczniki wyrzeźbione z zęba narwala. W refektarzu znajduje się bizantyjski krucyfiks stołowy, który Maksymilian Emanuel przywiózł jako łup z wojen tureckich na Węgrzech. Obok kaplicy znajdują się cztery pokoje wyłożone dębową boazerią, mające służyć elektorowi jako cele pokutne.

## Fontanny i pompy

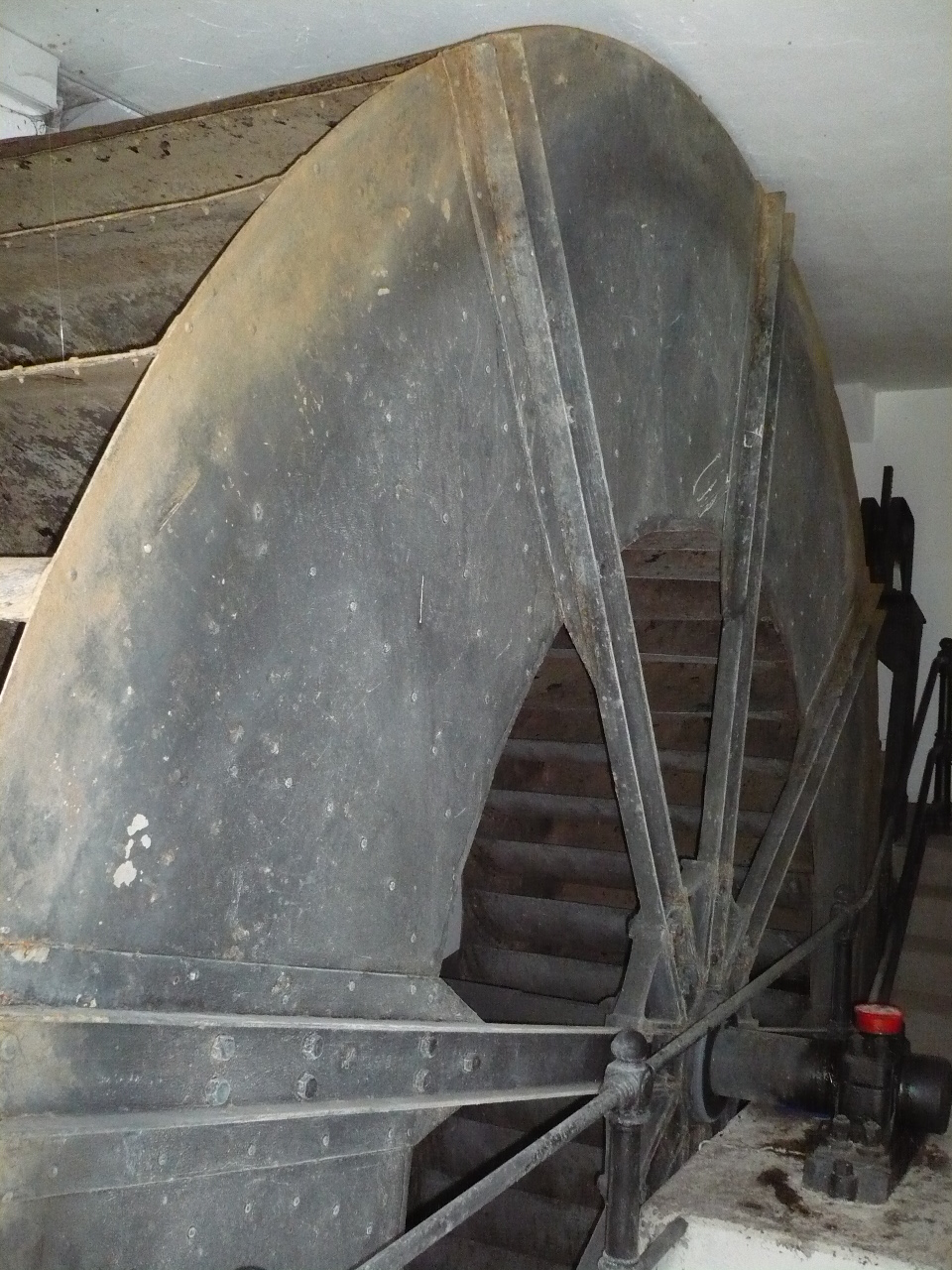
Koło wodne w stacji pomp

Duże fontanny w parku pałacowym stanowią atrakcję dla zwiedzających, ale są także kamieniem milowym w historii techniki na terenie Bawarii. Żeliwne pompy, tłoczące od ponad 200 lat wodę do fontann, uważane były za arcydzieła już w czasach, kiedy je wyprodukowano.
W 1803 roku jeden z najwybitniejszych konstruktorów przełomu XVIII i XIX w. inżynier Joseph von Baader dostał od elektora Maksymiliana IV Józefa zlecenie wymiany pochodzącego z 1767 systemu pomp, funkcjonującego w tzw. Zielonym Domu Zdrojowym (Grünes Brunnhaus). Zlecenie nie było dziełem przypadku; uwagę księcia-elektora przyciągnęła rozprawa von Baadera z 1797 „Theorie der Saug- und Hebepumpen” („Teoria pomp ssących i podnośnikowych”). Von Baader po przyjęciu zlecenia zamontował wówczas dwie bardziej wydajne pompy, które sam opracował. Stanowią one obecnie najstarsze tego typu urządzenie w Europie, które pracuje nieprzerwanie od momentu, kiedy zostało zbudowane i są uważane za kamień milowy w historii inżynierii. W 1808 Baader zainstalował również większą pompę w Domu Zdrojowym św. Jana (Johannisbrunnhaus), służącą do zasilania fontanny przed pałacem. Wcześniej, w 1806 otrzymał z Paryża, od Napoleona Bonaparte zamówienie na modernizację fontann w Wersalu, ale przedsięwzięcie to nie zostało zrealizowane.